# غافين ريد
غافين ريد (بالإنجليزية: Gavin Reid)‏ هو قسيس بريطاني، ولد في 24 مايو 1934.